# Wera Alexandrowna Ljadowa

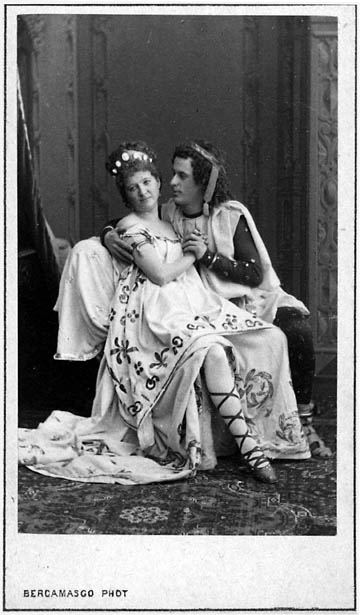
Wera Alexandrowna Ljadowa

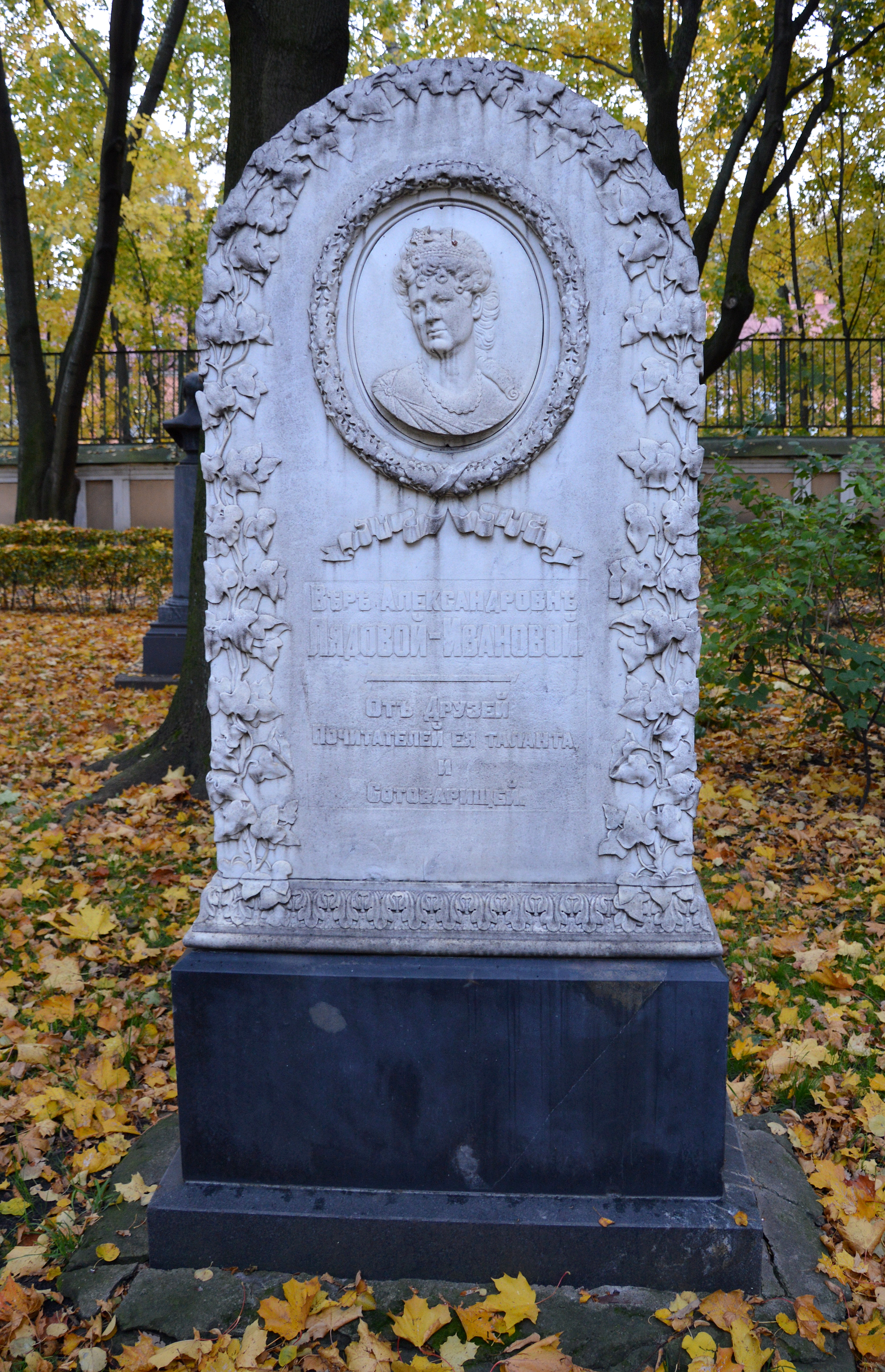
Grabmal in Sankt Petersburg

Wera Alexandrowna Ljadowa (russisch Вера Александровна Лядова, * 15. Märzjul. / 27. März 1839greg. in Sankt Petersburg; † 24. Märzjul. / 5. April 1870greg. ebenda) war eine russische Tänzerin, Sängerin und Schauspielerin.

## Leben
Sie wurde als Tochter des Leiters des Sankt Petersburgers Ballett Alexander Ljadow geboren. Ihr Onkel, Konstantin Ljadow, war Chefdirigent der Russischen Oper in Sankt Petersburg. Ab dem Alter von 10 Jahren besuchte sie die Theaterschule ihrer Heimatstadt. Sie erhielt eine Ausbildung als Tänzerin, Schauspielerin und Sängerin. Bereits mit zwölf Jahren trat sie in Opernaufführungen auf. Nach Abschluss ihrer Ausbildung im Jahr 1858 schlug sie eine erfolgreiche Karriere als Balletttänzerin ein. Sie trat jedoch auch als Sängerin und Schauspielerin auf. 1868 wandte sie sich der Operette zu und verließ das Ballett. Ihre Auftritte wurden gefeiert und erfreuten sich eines großen Publikumszuspruchs.
Anfang 1870 wurde sie plötzlich krank und verstarb im Alter von 31 Jahren am 5. April 1870.
Ihr Grab befindet sich auf dem Tichwiner Friedhof am Alexander-Newski-Kloster in Sankt Petersburg.